# Jeromesville

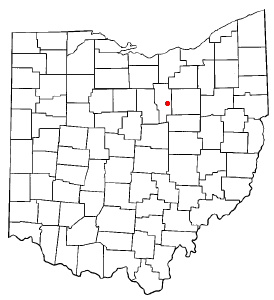
Jeromesville na planie stanu Ohio

Jeromesville – wieś w USA, w stanie Ohio.
Według danych z 2000 roku wieś miała 478 mieszkańców.